# Тарус, Ильхан
Ильхан Тарус (тур. İlhan Tarus; 27 ноября 1907, Текирдаг, Османская империя — 8 января 1967, Анкара, Турция) — турецкий писатель
, журналист, эссеист, драматург, юрист, адвокат и судья.

## Биография
Образование получил в Лицее для мальчиков Кабаташ. В 1928 году окончил юридический факультет университета Анкары.
Позже работал судьёй и прокурором в различных частях Турции (1929—1932). Однако был уволен из-за своих политических взглядов, занимался адвокатурой. В 1932—1945 годах жил в Стамбуле работал репортёром и журналистом. По окончании судебного процесса вернулся к своей основной профессии и с 1946 по 1957 год работал в Министерстве юстиции.
Его рассказы (сборники «Доходный дом», «Собака на пашне», «Муравейник» и др.) рисуют жизнь анатолийских крестьян. Автор романов: «Быти» (1957), «Правительственная площадь» (1962), «Тоска по родине» (1967). Произведения автора часто почти фотографичны; объективность у них иногда граничит с натурализмом. Приверженец тесной связи литературы с жизнью, её социальной направленности, И. Тарус постоянно выступал со статьями и эссе в прогрессивном журнале «Варлик» («Varlik»). Известен также как драматург.

## Избранная библиография
Проза
- Doktor Monro’nun Mektubu (1938),
- Tarus’un Hikâyeleri (1947),
- Apartman (1950),
- Karınca Yuvası (Büyük hikâye, 1952),
- Ekin İti (1953),
- Köle Hanı (1954).

Романы
- Saman Pazarı (1954)
- Yeşilkaya Savcısı (1954),
- Var Olmak (1956), 2008 ISBN 9786055730208<ref>
- Uzun Atlama: Bir Endüstrileşmenin Romanı (1957),
- Kasabanın Ruhu (1957)
- Hükûmet Meydanı (1962), Mart 2010 ISBN 9786055730284
- Duru Göl (1958),
- Vatan Tutkusu (1967)
- 1980 Yılındayız (1964).

Пьесы
- Ceza Hâkimi (1940),
- Bir Gemi (1947),
- Suavi Efendi (1962).

Другое
- Ahiler (1947).